# 医学文献ユーザーズガイド
『医学文献ユーザーズガイド』（Users’ Guides to the Medical Literature）は、最初は『アメリカ医師会雑誌』（JAMA）に掲載された連載の論文であり、後に教科書へと加筆編集され、現行は第3版である。このガイドは、根拠に基づく医療（EBM）のあらゆる側面において、実務的で、臨床家に使いやすい助言を行っている。
マニュアル版とエッセンシャル版が存在する。最新の邦訳書は、マニュアル第2版のものである。

## 最初の論文として
1970年代後半に、ディビッド・サケット博士を含むマックマスター大学の臨床疫学グループは、臨床研究を解釈するために、臨床家を手助けする論文の連載を行った。1981年に『カナダ内科学会誌』（CMAJ）にてはじまったこれらの論文は、「批判的吟味」（Critical appraisal）という用語を導入した。
1990年代、ゴードン・ガイアット博士は「根拠に基づく医療」（Evidence-based medicine:EBM）の用語を導入して、臨床的な意思決定において、患者の価値観と好みを踏まえた、臨床研究からの体系的な証拠の厳格な役割を強調した。その後、学術的な医師のグループによる、国際的な根拠に基づくワーキング・グループ（Evidence-Based Medicine Working Group）を組織し、根拠に基づく医療の新しいパラダイムを1992年の論文にて発表した。
その根拠に基づくワーキング・グループは、医学文献を臨床的な実務に応用するための、より実践的な手法を生むことによって、『カナダ内科学会誌』にて人気の連載を形作っていった。『アメリカ医師会雑誌』（JAMA）の編集者であるドラモンド・レニー（Drummond Rennie）によって支持され、この『ユーザーズガイド』となった。このガイドは、医学的疑問と異なる種類の研究デザインに対応するための手法についての、25の主題で構成され、当初はJAMAに1993年から2000年の間に32の論文の連載によって取り上げられ掲載された。

## 書籍化
ガイアットとレニーは、それらの論文を書籍へと編集し『医学文献ユーザーズガイド』の書名がつけられた。
この書籍は、医学文献を読み解き、個々の患者の医療へと応用するための体系的な手法を指導している。それは大きく3つの問いに焦点を当てている。1：新しい情報に正当性がある可能性はどうか、2：その情報から患者の医療に関するどんなことが読み取れるか、3：情報をどのように使うことができるか、であり、各々の節は実践的な臨床的な場面状況からはじまっている。章は、最良の入手可能な証拠を特定し、証拠をその臨床的な背景において中心となる3つの問いによって適用することから構成されている。各章は、場面状況を解決することによって閉じられている。
書籍の大部分は、具体的な種類の臨床的な問いから成っており、治療、害、診断、予後が挙げられている。他の章は「証拠を探す」、「証拠をまとめる」、「証拠から行動へ」といった、すべての臨床的な問いにおいて重要な、基本技術を取り上げている。
この『ユーザーズガイド』は、2つの版が存在する。エッセンシャル版（Essentials）は、根拠に基づく医療（EBM）の概念を紹介しすべての実務臨床家が精通すべきであり、もうひとつのマニュアル版（Manual）は、臨床家が深い理解を得るためのEBMの概念の徹底した探索を、より広範に提供する。

## ウェブサイト
この『ユーザーズガイド』の第2版の完成版は、購読契約によってオンラインで入手可能である。ウェブサイトJAMAevidenceにもまた、別の長期連載である「合理的な臨床検査—根拠に基づく臨床診断」（The Rational Clinical Examination: Evidence-based Clinical Diagnosis）の編集物を含め、EBMの実践のための数多くの計算シートあるいはワークシート、また追加素材がある。

## 邦訳書
- Evidence-Based Medicine Working Group, (edit)Gordon Guyatt, Drummond Rennie, Maureen O. Meade, Deborah J. Cook、(監訳)相原守夫、池田正行、三原華子、村山隆之『医学文献ユーザーズガイド : 根拠に基づく診療のマニュアル』凸版メディア、2010年。ISBN 978-4990442217。Users’ Guides to the Medical Literature: A Manual for Evidence-Based Clinical Practice, 2nd edition, The Evidence-Based Medicine Working Group, the American Medical Association (AMA), 2008.マニュアル版。
- (編集)Gordon Guyatt, Drummond Rennie、(監訳)古川壽亮、山崎力『臨床のためのEBM入門 : 決定版JAMAユーザーズガイド』医学書院、2003年。ISBN 978-4-260-12707-3。エッセンシャル版の邦訳。
- (監訳)開原成允、浅井泰博『JAMA医学文献の読み方』中山書店、2001年。ISBN 4-521-65011-2。JAMA連載論文の邦訳。